# 성수중학교 (전북)
성수중학교(聖壽中學校)는 대한민국 전북특별자치도 임실군 성수면 양지리에 있는 공립 중학교이다.

## 학교 연혁
- 1971년 11월 25일 : 성수중학교 설립인가(6학급)
- 1972년 3월 6일 : 개교 및 입학식
- 2021년 2월 9일 : 제47회 졸업식
- 2021년 2월 26일 : 본관 및 체육관 증개축
- 2023년 3월 1일 : 제16대 유희남 교장 취임
- 2024년 2월 8일 : 제50회 졸업식(4명, 총 3,023명)
- 2024년 3월 4일 : 제53회 입학식(3명)

## 참고 자료
- 성수중학교 - 한국교육학술정보원 학교알리미